# Saint-Christophe-en-Oisans
Pour les articles homonymes, voir Saint-Christophe.
Saint-Christophe-en-Oisans est une commune française située dans le département français de l'Isère, en région Auvergne-Rhône-Alpes.

## Géographie

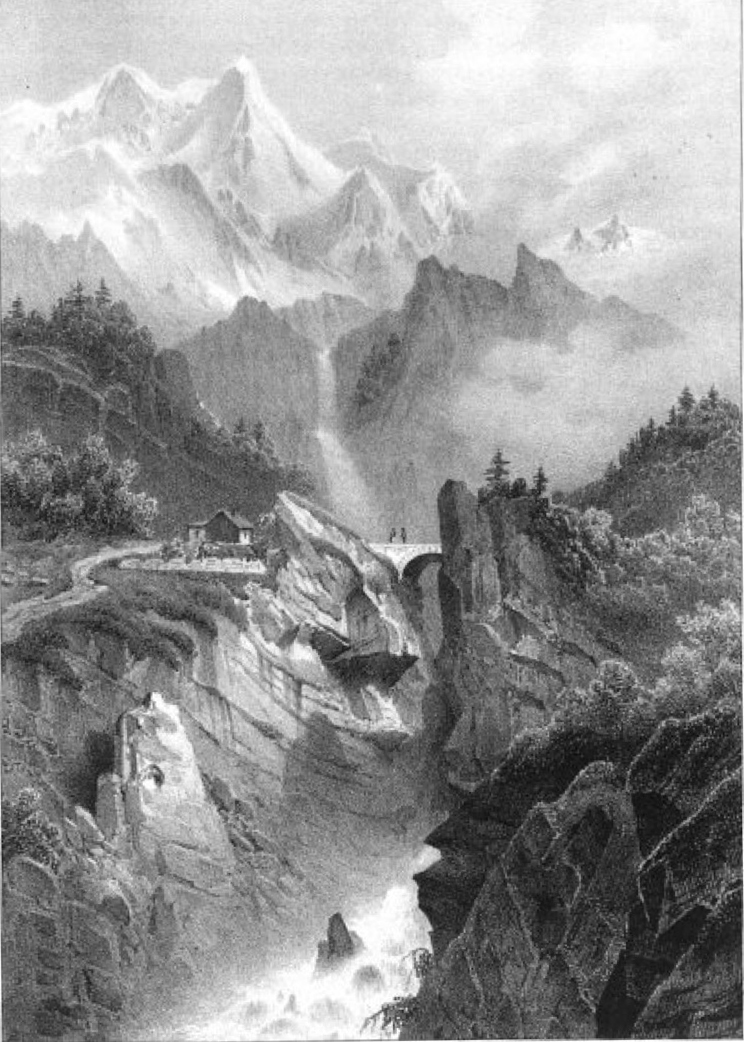
La rivière du Diable, près de Saint-Christophe-en-Oisans, au XIXe siècle, illustrée par Victor Cassien (1808-1893).

La commune de Saint-Christophe-en-Oisans, traversée par le 45e parallèle nord, est de ce fait située à égale distance du pôle Nord et de l'équateur terrestre (environ 5 000 km).

### Localisation
Saint-Christophe-en-Oisans est la commune la plus à l'est du département de l'Isère. La ville la plus proche est Le Bourg-d'Oisans.
Le territoire de la commune s'étend sur 237,5 km2, ce qui en fait la plus grande superficie communale du département de l'Isère. Il occupe toute la haute vallée du Vénéon au cœur du massif des Écrins, dans les Alpes françaises. On y trouve 128 sommets de plus de 3 000 mètres d'altitude, dont la Meije et le pic Lory.
Saint-Christophe-en-Oisans occupe à lui seul un cinquième de la superficie du parc national des Écrins.
Une partie du domaine skiable de la station des Deux Alpes s'étend sur le territoire de la commune (glacier de Mont-de-Lans).
Saint-Christophe-en-Oisans est le départ idéal pour de nombreuses courses d'alpinisme en altitude. À la sortie du bourg, en montant vers le hameau de la Bérarde, une route souvent étroite chemine en lacets et se termine par un espace de parking qui constitue le départ du sentier du vallon de la Selle. Dans le fond du vallon, à 3 h de marche environ du parking, se trouve le refuge de la Selle, départ de nombreuses et très belles courses : le Râteau, la Brèche du Replat...

### Communes limitrophes
Située à la limite du département de l'Isère, Saint-Christophe-en-Oisans a des communes limitrophes dans ce département ainsi que dans celui des Hautes-Alpes, en région Provence-Alpes-Côte-d'Azur.

### Sites géologiques remarquables

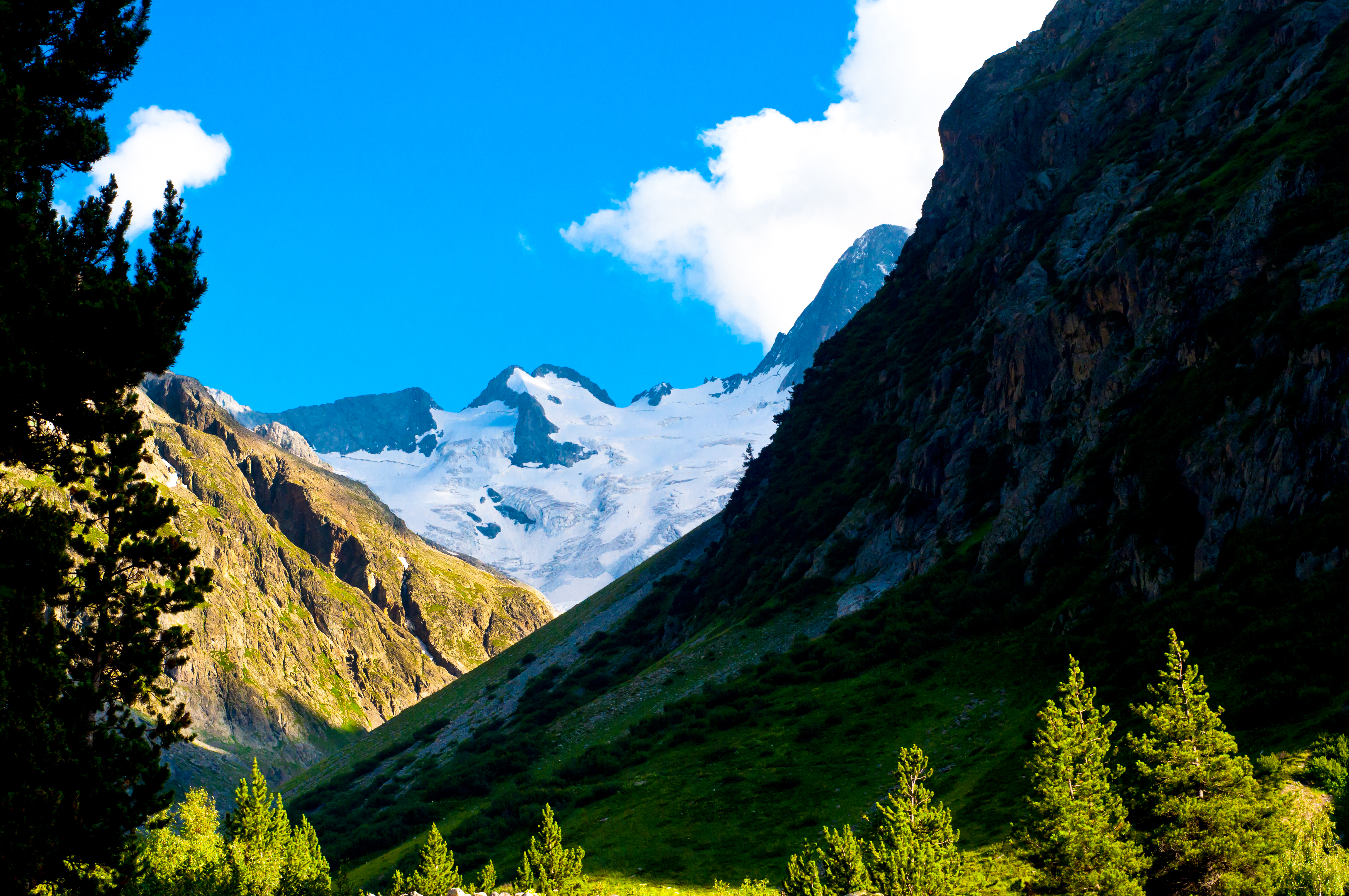
Glacier de la Pilatte et les Bans

En 2014, plusieurs sites géologiques remarquables sont classés à l'« Inventaire du patrimoine géologique » :
- le « granite du Cray dans le cirque du Soreiller » est un site d'intérêt plutonique de 80,63 hectares qui se trouve sur le versant sud de la vallée du Vénéon. Il est classé « trois étoiles » à l'« Inventaire du patrimoine géologique » ;
- l'effleurement de « diorite quartzitique de la Combe du Plaret » est un site de 20,72 hectares dans le cirque glaciaire du Plaret. D'intérêt plutonique, il est classé « deux étoiles » à l'« Inventaire du patrimoine géologique » ;
- l'effleurement d'« eclogites et magmatites du Vénéon » est un site de 0,47 hectare, en proximité du camping des Fétoules. Remarquable pour le métamorphisme, il est classé « deux étoiles » à l'« Inventaire du patrimoine géologique » ;
- le « panneau de gneiss pincé entre deux granites à la Tête du Rouget » est un site géologique remarquable de 79,98 hectares, à la Tête du Rouget et Les Clots. D'intérêt plutonique, il est classé « deux étoiles » à l'« Inventaire du patrimoine géologique » ;
- l'« escarpement sous-marin jurassique du Vallon de Lanchâtra » est un site d'intérêt tectonique de 2,22 hectares classé « trois étoiles » ;
- le « cirque glaciaire de la Pilatte » » est un site d'intérêt géomorphologique de 313,15 hectares, classé « trois étoiles » à l'« Inventaire du patrimoine géologique » ;
- le « glacier de Bonne Pierre » est un site d'intérêt géomorphologique de 579,84 hectares, classé « deux étoiles » à l'« Inventaire du patrimoine géologique ».

### Lieux-dits et écarts

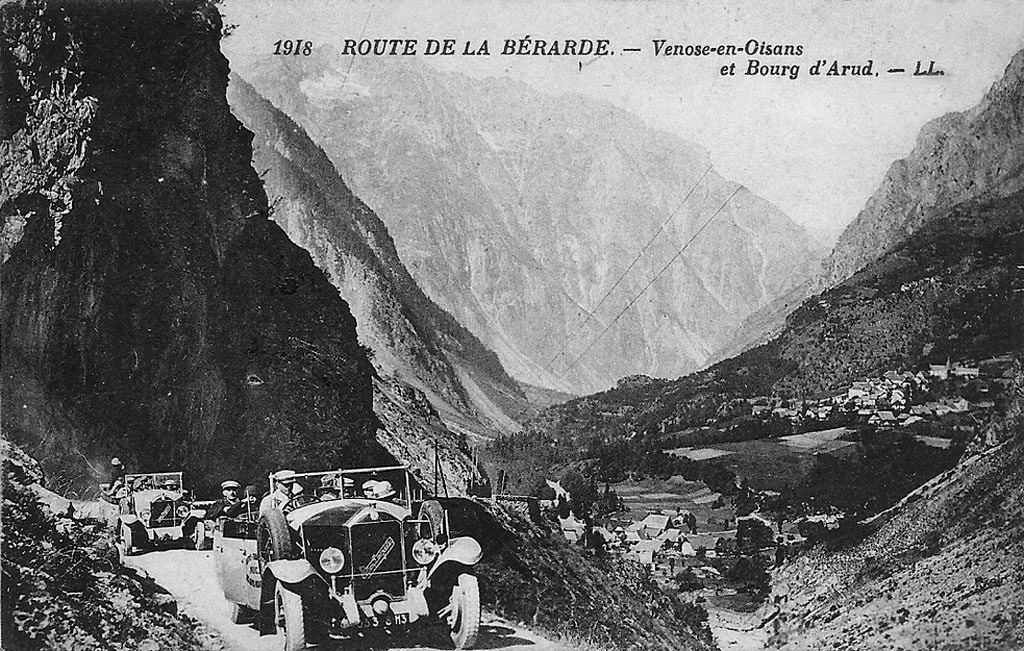
La Route de La Bérarde au début du XXe siècle. Vénosc et Bourg d'Arud à l'arrière-plan.

Saint-Christophe-en-Oisans compte un bourg principal nommé La Ville et plusieurs hameaux, dont le plus important est celui de La Bérarde.
L'ancien hameau de « bérards » (bergers de moutons), au confluent du Vénéon et du torrent des Étançons est devenu le camp de base pour les ascensions du massif (la Meije, la barre des Écrins, l'Ailefroide, Le Râteau, etc.) : c'est La Bérarde.
Parmi les autres hameaux, de moindre taille, se trouvent Le Puy, Les Granges, La Bernardière, Pré Clot, Le Clot, Champébran, Champhorent, Lanchâtra, Les Étages.

Vues des hameaux
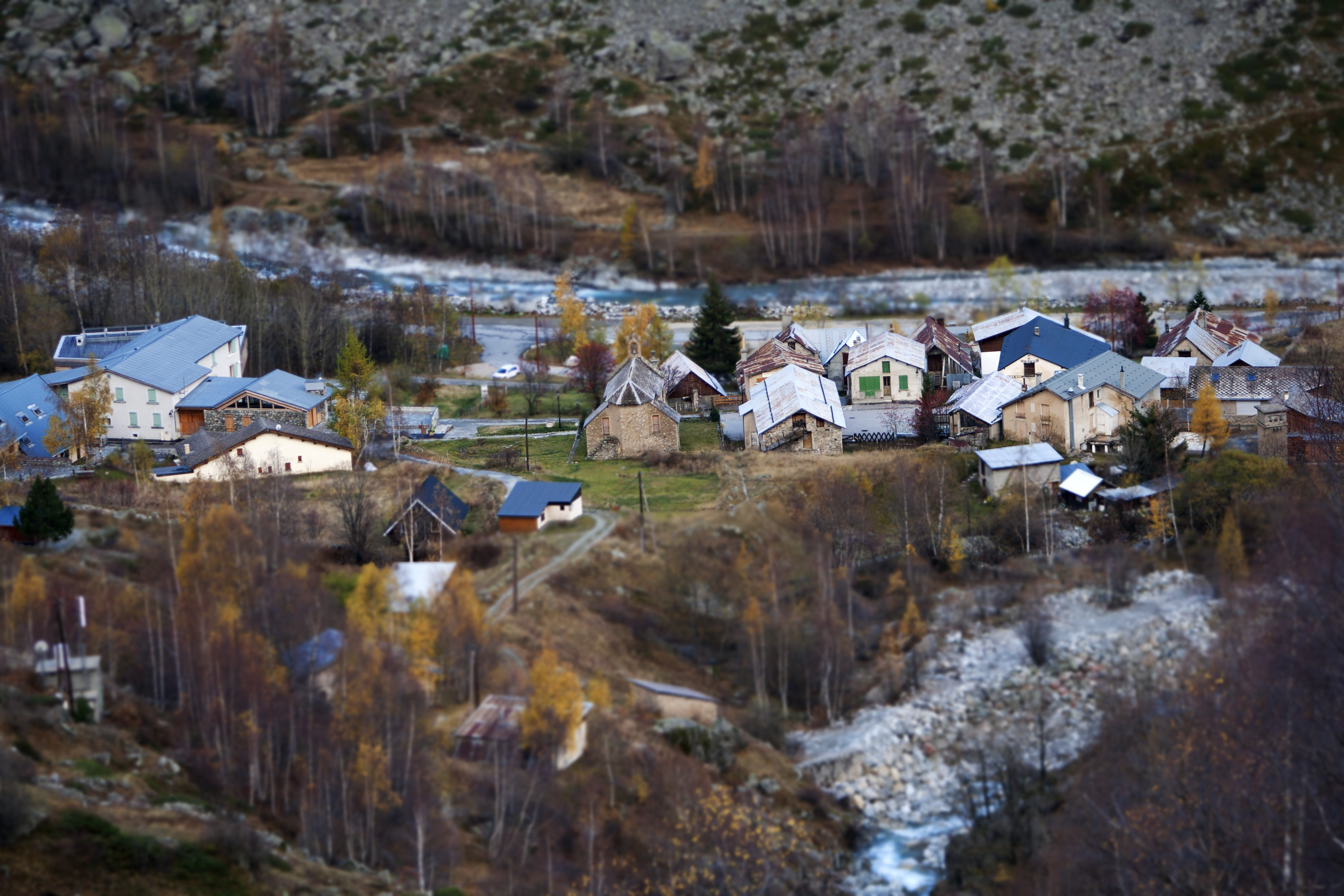
Le hameau de La Bérarde, à l'automne 2013.
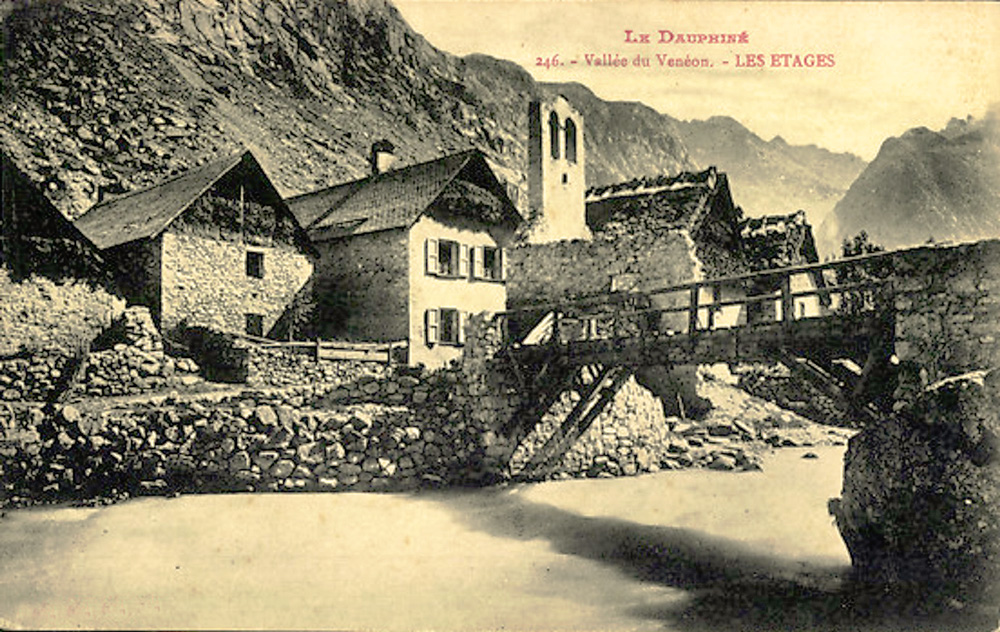
Le hameau des Étages, carte postale du début du XXe siècle.

### Climat
Pour des articles plus généraux, voir Climat d'Auvergne-Rhône-Alpes et Climat de l'Isère.
En 2010, le climat de la commune est de type climat de montagne, selon une étude du Centre national de la recherche scientifique s'appuyant sur une série de données couvrant la période 1971-2000. En 2020, Météo-France publie une typologie des climats de la France métropolitaine dans laquelle la commune est exposée à un climat de montagne ou de marges de montagne et est dans la région climatique Alpes du sud, caractérisée par une pluviométrie annuelle de 850 à 1 000 mm, minimale en été. 
Pour la période 1971-2000, la température annuelle moyenne est de 6,6 °C, avec une amplitude thermique annuelle de 16,3 °C. Le cumul annuel moyen de précipitations est de 1 305 mm, avec 9,2 jours de précipitations en janvier et 7,9 jours en juillet. Pour la période 1991-2020, la température moyenne annuelle observée sur la station météorologique installée sur la commune est de 6,8 °C et le cumul annuel moyen de précipitations est de 1 003,6 mm,. Pour l'avenir, les paramètres climatiques de la commune estimés pour 2050 selon différents scénarios d'émission de gaz à effet de serre sont consultables sur un site dédié publié par Météo-France en novembre 2022.
| Mois                                  | jan.           | fév.         | mars           | avril          | mai             | juin          | jui.          | août          | sep.          | oct.          | nov.           | déc.           | année    |
| ------------------------------------- | -------------- | ------------ | -------------- | -------------- | --------------- | ------------- | ------------- | ------------- | ------------- | ------------- | -------------- | -------------- | -------- |
| Température minimale moyenne (°C)     | −4,5           | −5,2         | −2,1           | 0,7            | 4,7             | 8,2           | 10,2          | 10,3          | 6,8           | 3,7           | −0,8           | −3,6           | 2,4      |
| Température moyenne (°C)              | −1             | −1,1         | 2,3            | 5,5            | 9,7             | 13,5          | 15,7          | 15,5          | 11,3          | 7,7           | 2,7            | −0,2           | 6,8      |
| Température maximale moyenne (°C)     | 2,6            | 2,9          | 6,7            | 10,3           | 14,7            | 18,7          | 21,3          | 20,7          | 15,8          | 11,8          | 6,2            | 3,2            | 11,2     |
| Record de froid (°C) date du record   | −24 09.01.1985 | −22 05.02.12 | −22 07.03.1971 | −13 06.04.1970 | −6,5 04.05.1979 | −2,5 01.06.06 | 1 09.07.1978  | 0 30.08.1986  | −3 29.09.1974 | −9 31.10.1974 | −15 28.11.1973 | −19 07.12.1969 | −24 1985 |
| Record de chaleur (°C) date du record | 14 06.01.1999  | 15 24.02.08  | 17,5 30.03.17  | 21 09.04.11    | 25 29.05.17     | 29 24.06.17   | 33 31.07.1983 | 31,2 19.08.12 | 26 01.09.09   | 24 02.10.03   | 19 12.11.15    | 16 16.12.1989  | 33 1983  |
| Précipitations (mm)                   | 74,5           | 58           | 67,4           | 70,4           | 86,2            | 84,4          | 71,9          | 85,7          | 88,2          | 116,9         | 110,5          | 89,5           | 1 003,6  |

## Urbanisme

### Typologie
Au 1er janvier 2024, Saint-Christophe-en-Oisans est catégorisée commune rurale à habitat très dispersé, selon la nouvelle grille communale de densité à sept niveaux définie par l'Insee en 2022.
Elle est située hors unité urbaine et hors attraction des villes,.

### Occupation des sols
L'occupation des sols de la commune, telle qu'elle ressort de la base de données européenne d’occupation biophysique des sols Corine Land Cover (CLC), est marquée par l'importance des forêts et milieux semi-naturels (99,4 % en 2018), une proportion sensiblement équivalente à celle de 1990 (99,6 %). La répartition détaillée en 2018 est la suivante : 
espaces ouverts, sans ou avec peu de végétation (87,5 %), milieux à végétation arbustive et/ou herbacée (10,2 %), forêts (1,7 %), prairies (0,4 %), eaux continentales (0,2 %). L'évolution de l'occupation des sols de la commune et de ses infrastructures peut être observée sur les différentes représentations cartographiques du territoire : la carte de Cassini (XVIIIe siècle), la carte d'état-major (1820-1866) et les cartes ou photos aériennes de l'IGN pour la période actuelle (1950 à aujourd'hui).

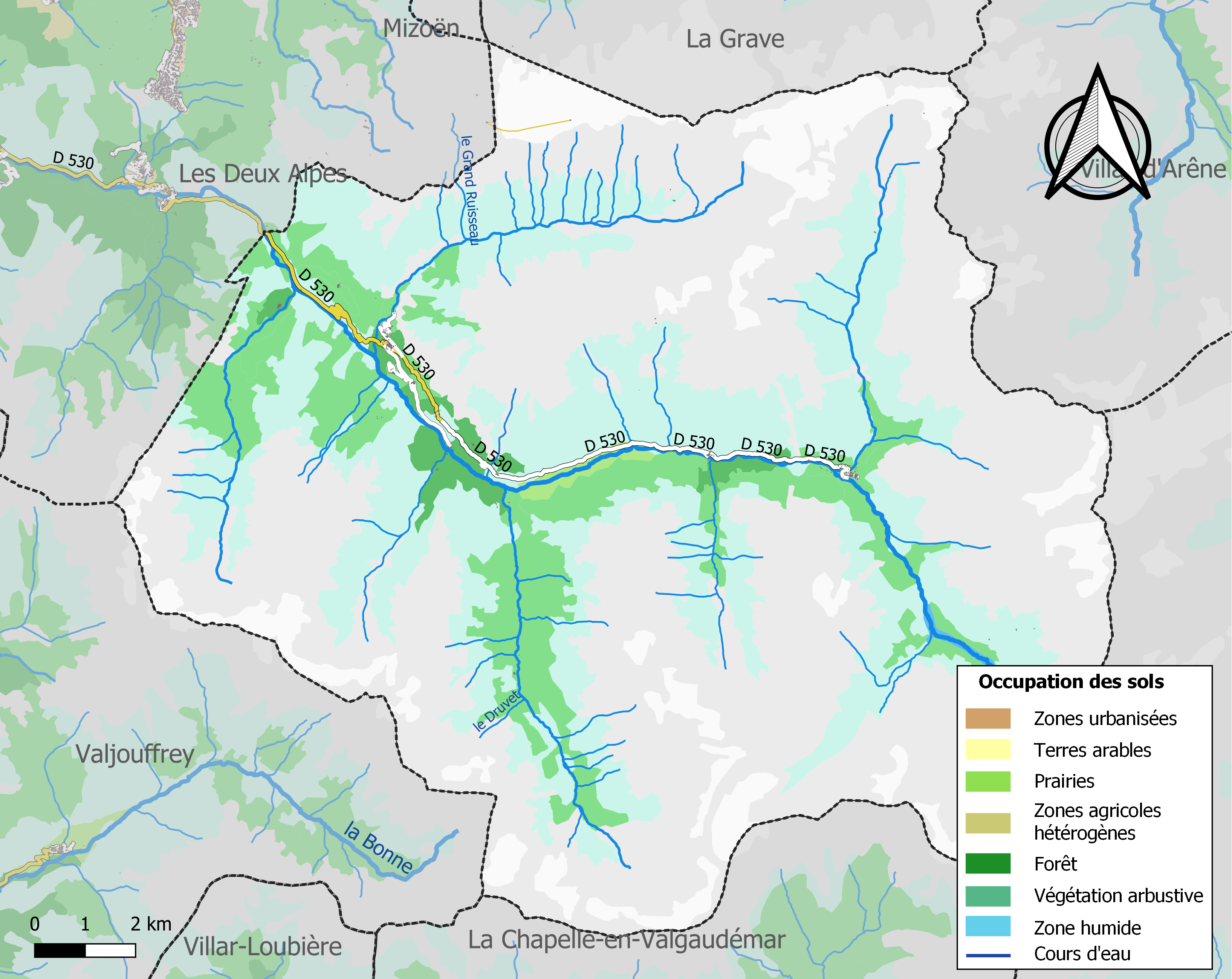
Carte des infrastructures et de l'occupation des sols de la commune en 2018 (CLC).

## Histoire

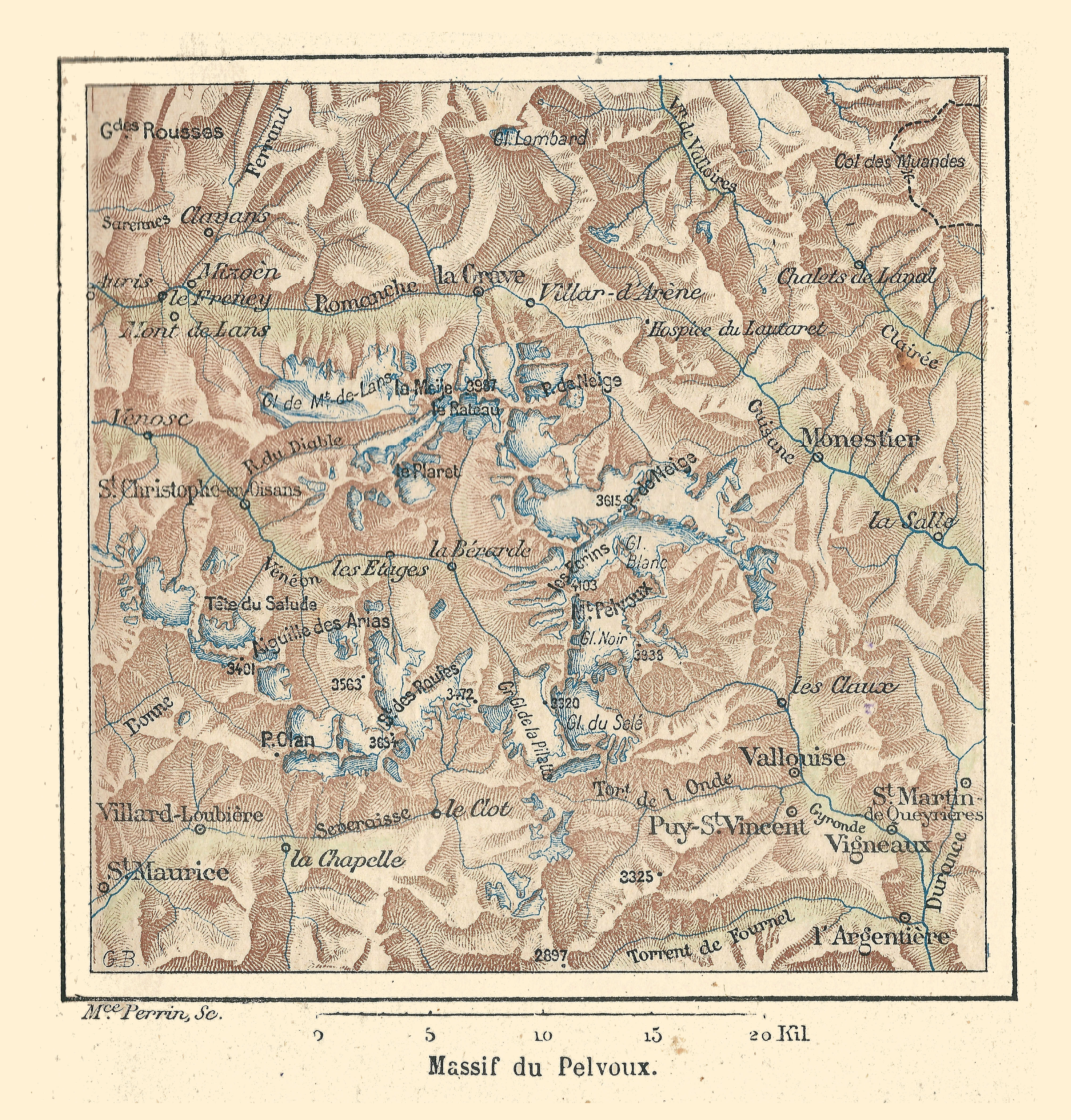
Massif du Pelvoux (massif des Écrins), carte du géographe Franz Schrader, 1894.

L'histoire de la commune a évolué avec celle plus générale de l'Oisans et du Dauphiné (Dauphiné de Viennois, puis province du Dauphiné).
La population de la commune a longtemps vécu de l'agriculture et l'élevage. Il a aussi existé dans la commune une émigration saisonnière, certains hommes se faisant notamment colporteurs.

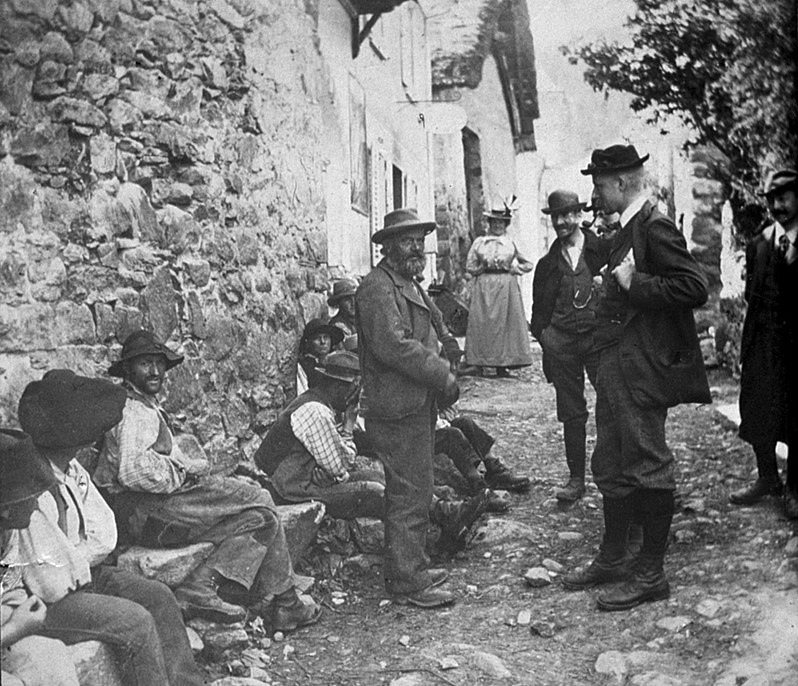
Emmanuel Boileau de Castelnau et Pierre Gaspard.

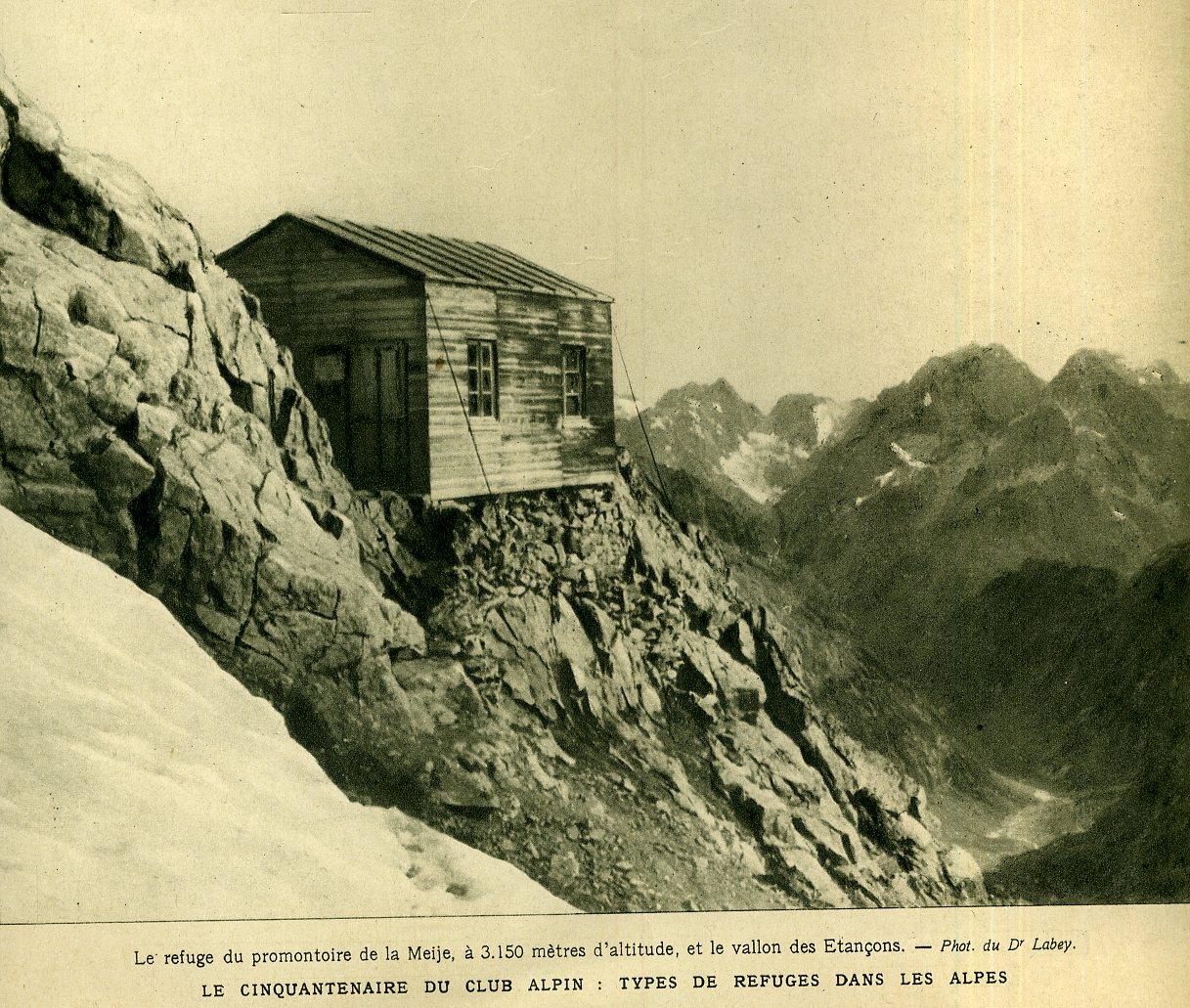
Photographie de 1924 du refuge du Promontoire, situé en face sud de la Meije.

L'histoire de Saint-Christophe-en-Oisans est également liée à l'histoire de l'alpinisme dans le massif des Écrins, et l'une de ses figures marquantes est le guide Pierre Gaspard, qui a notamment réalisé la première ascension de la Meije le 16 août 1877 avec son fils et l'alpiniste Emmanuel Boileau de Castelnau. Le hameau de La Bérarde est pendant plusieurs décennies un haut lieu de l'alpinisme ; la Société des touristes du Dauphiné y ouvre un chalet-hôtel en 1887 ; et entre les deux guerres mondiales, le hameau sera la deuxième station française d'alpinisme. En 1950, elle était toujours citée comme « second centre français de l'alpinisme » après Chamonix et, soixante-dix ans plus tard, encore surnommée la « Mecque de l'alpinisme ».
Le début du XXe siècle voit l'exode rural atteindre la commune et au fil des ans, si bien que certains hameaux isolés sont abandonnés. En 1928 est ouverte la route moderne qui parcourt la vallée. Ce siècle a également vu l'apparition sur le territoire de la commune du parc national de la Bérarde en 1913. Plus tard, en 1973, viendra la création du parc national des Écrins, qui comprend notamment une partie de la commune.

## Politique et administration

### Liste des maires
| Date d’élection                                     | Identité           | Parti | Qualité              |
| --------------------------------------------------- | ------------------ | ----- | -------------------- |
| Les données antérieures ne sont pas encore connues. |                    |       |                      |
| mars 1989 - mars 1995                               | Pierre Faure       |       | -                    |
| mars 1995 - mai 2004                                | Xavier Charpe      | DVG   |                      |
| mai 2004 - mars 2014                                | Serge Topridès     |       | -                    |
| mars 2014 - mai 2020                                | Patrick Holleville | SE    | Agriculteur retraité |
| mai 2020 - en cours                                 | Jean-Louis Arthaud | SE    | Retraité             |

## Population et société

### Démographie
L'évolution du nombre d'habitants est connue à travers les recensements de la population effectués dans la commune depuis 1793. Pour les communes de moins de 10 000 habitants, une enquête de recensement portant sur toute la population est réalisée tous les cinq ans, les populations de référence des années intermédiaires étant quant à elles estimées par interpolation ou extrapolation. Pour la commune, le premier recensement exhaustif entrant dans le cadre du nouveau dispositif a été réalisé en 2006.

En 2022, la commune comptait 98 habitants, en évolution de −5,77 % par rapport à 2016 (Isère : +3,07 %, France hors Mayotte : +2,11 %).
| 1793 | 1800 | 1806 | 1821 | 1831 | 1836 | 1841 | 1846 | 1851 |
| ---- | ---- | ---- | ---- | ---- | ---- | ---- | ---- | ---- |
| 380  | 416  | 535  | 525  | 535  | 565  | 568  | 516  | 530  |

| 1856 | 1861 | 1866 | 1872 | 1876 | 1881 | 1886 | 1891 | 1896 |
| ---- | ---- | ---- | ---- | ---- | ---- | ---- | ---- | ---- |
| 540  | 521  | 489  | 525  | 523  | 531  | 534  | 489  | 492  |

| 1901 | 1906 | 1911 | 1921 | 1926 | 1931 | 1936 | 1946 | 1954 |
| ---- | ---- | ---- | ---- | ---- | ---- | ---- | ---- | ---- |
| 478  | 451  | 462  | 344  | 319  | 261  | 287  | 223  | 179  |

| 1962 | 1968 | 1975 | 1982 | 1990 | 1999 | 2006 | 2011 | 2016 |
| ---- | ---- | ---- | ---- | ---- | ---- | ---- | ---- | ---- |
| 122  | 91   | 74   | 103  | 103  | 106  | 134  | 104  | 104  |

| 2021 | 2022 | - | - | - | - | - | - | - |
| ---- | ---- | - | - | - | - | - | - | - |
| 102  | 98   | - | - | - | - | - | - | - |

### Enseignement
Le territoire de la commune est rattaché à l'académie de Grenoble.

### Sports
De nombreuses activités sportives peuvent être pratiquées sur le territoire de la commune, dont :
- l'alpinisme ;
- la randonnée en montagne ;
- le ski de randonnée ;
- le rafting, à la base « Vénéon Eaux Vives » ;
- le cyclotourisme.
- Course de ski et snowboard « La Gaspard'in ».

### Cultes
À l'instar des autres communes de l'Oisans, la communauté catholique et l'église de Saint-Christophe-en-Oisans (propriété de la commune) dépendent de la paroisse Saint-Bernard en Oisans dont le presbytère est situé à Allemond. Cette paroisse est, elle-même, rattachée au diocèse de Grenoble-Vienne.

### Médias
Historiquement, le quotidien régional Le Dauphiné libéré qui consacre, chaque jour, y compris le dimanche, dans son édition Romanche et Oisans, un ou plusieurs articles à l'actualité de la communauté de communes, du canton, ainsi que des informations sur les éventuelles manifestations locales.
La commune est située sur l'aire de diffusion de radio Ici Isère, une radio publique qui émet sur tout le territoire du département de l'Isère.

## Culture locale et patrimoine

### Lieux et monuments

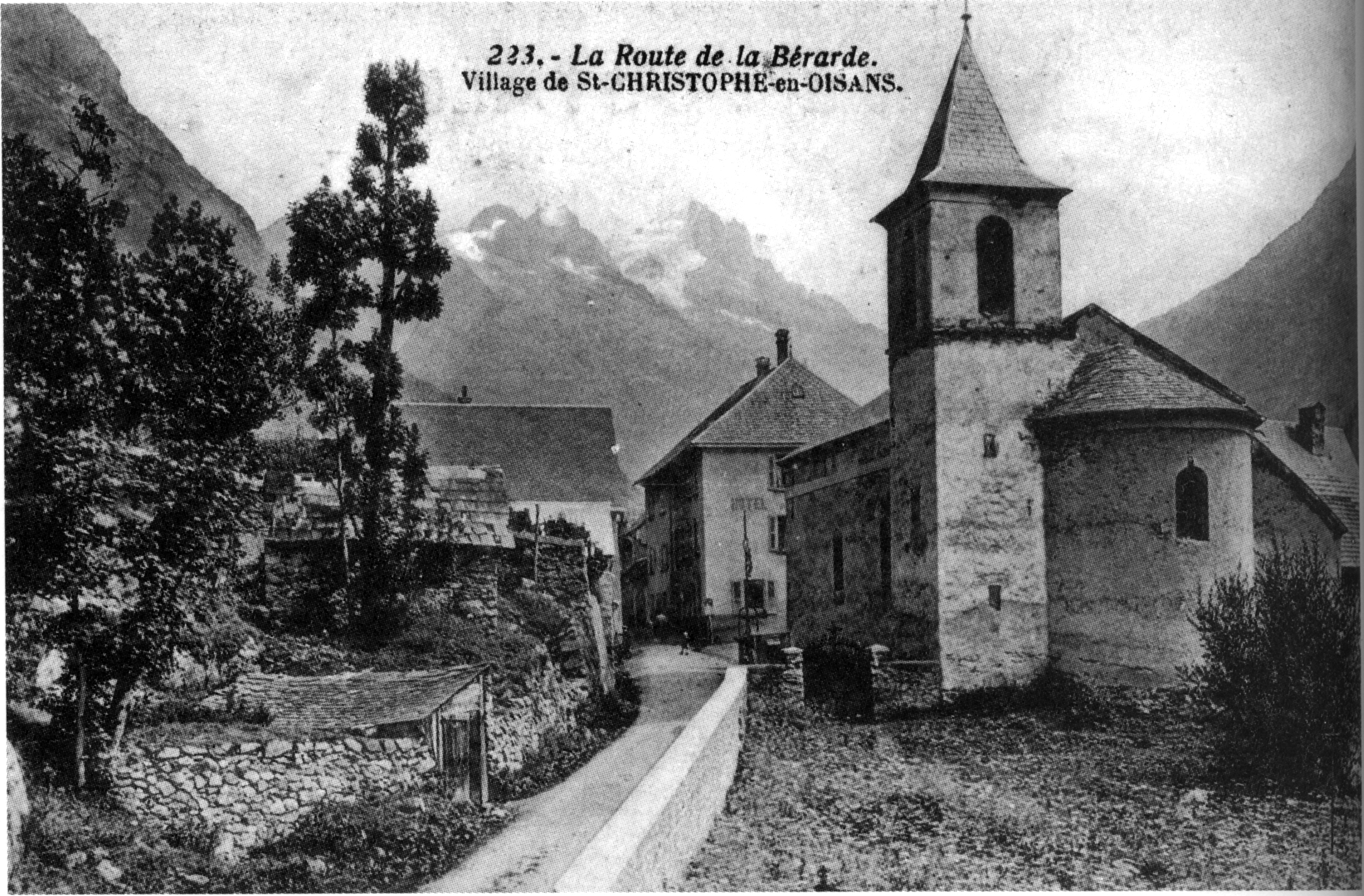
L'église, route de la Bérarde en 1912.

- Le cimetière de Saint-Christophe-en-Oisans est un lieu de pèlerinage pour les alpinistes. De nombreux alpinistes tombés en montagne y sont enterrés, les pierres tombales sont souvent ornées de piolets. À noter la tombe de Pierre Gaspard, Chritourleu et vainqueur de la Meije avec son fils et son client le baron Emmanuel Boileau de Castelnau, le 16 août 1877.
- Les grands sommets du massif des Écrins : la Meije, la barre des Écrins, le dôme de Neige des Écrins, le Râteau et l'Ailefroide.
- Hameaux : La Bérarde, Lanchâtra, le Puy, Champébran, la Bernardière, les Granges, le Clos, les Étages, Champhorent...
- Église Saint-Christophe de Saint-Christophe-en-Oisans.
- Chapelle Notre-Dame-des-Neiges de la Bérarde

### Patrimoine culturel

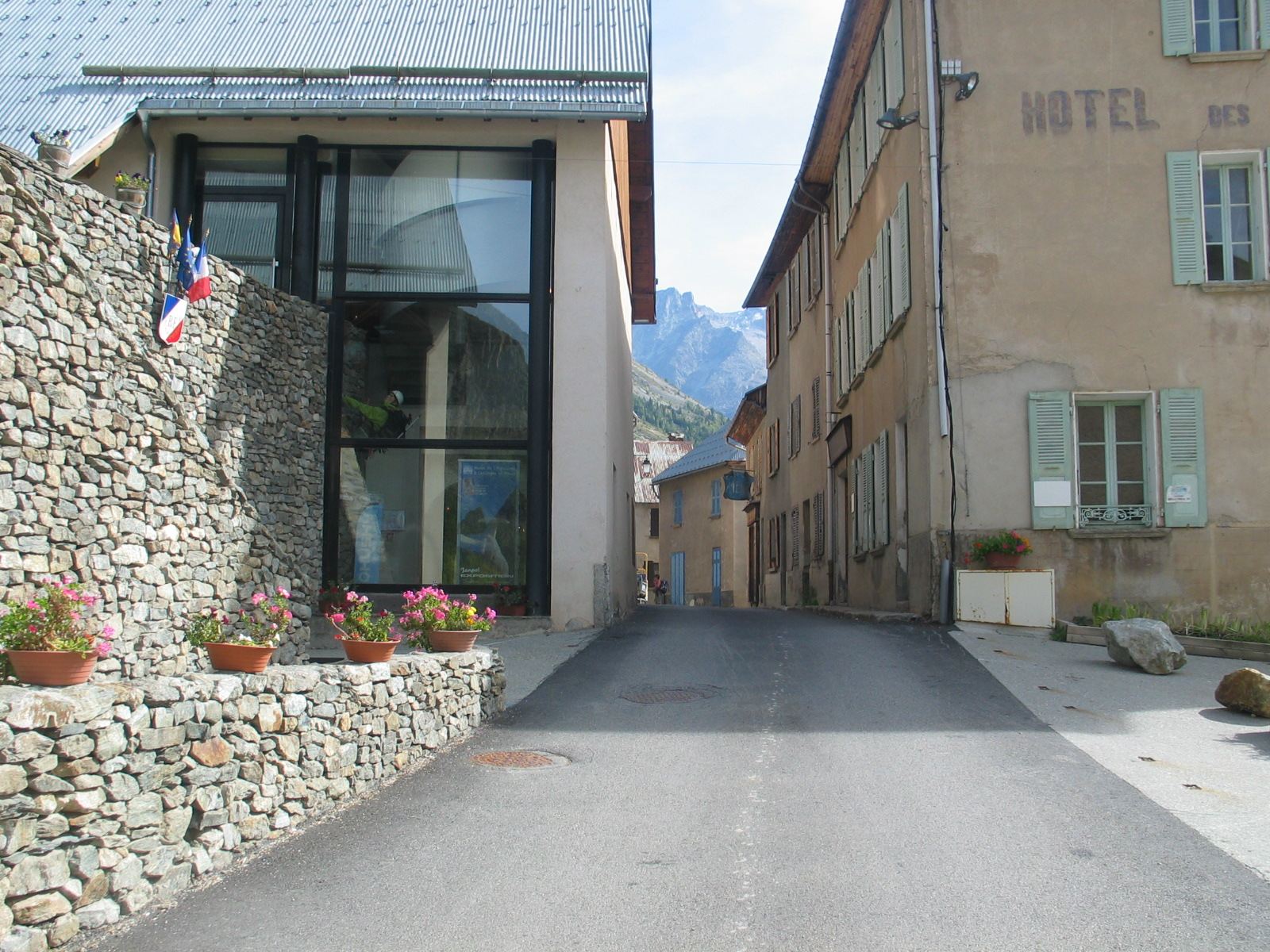
Le musée Mémoires d'Alpinismes.

- Le musée de l'alpinisme Mémoires d'alpinisme[23],[24] a ouvert ses portes en 2002.

### Patrimoine naturel
- Le parc national des Écrins, sa faune et sa flore.
- La Bérarde.

### Personnalités liées à la commune

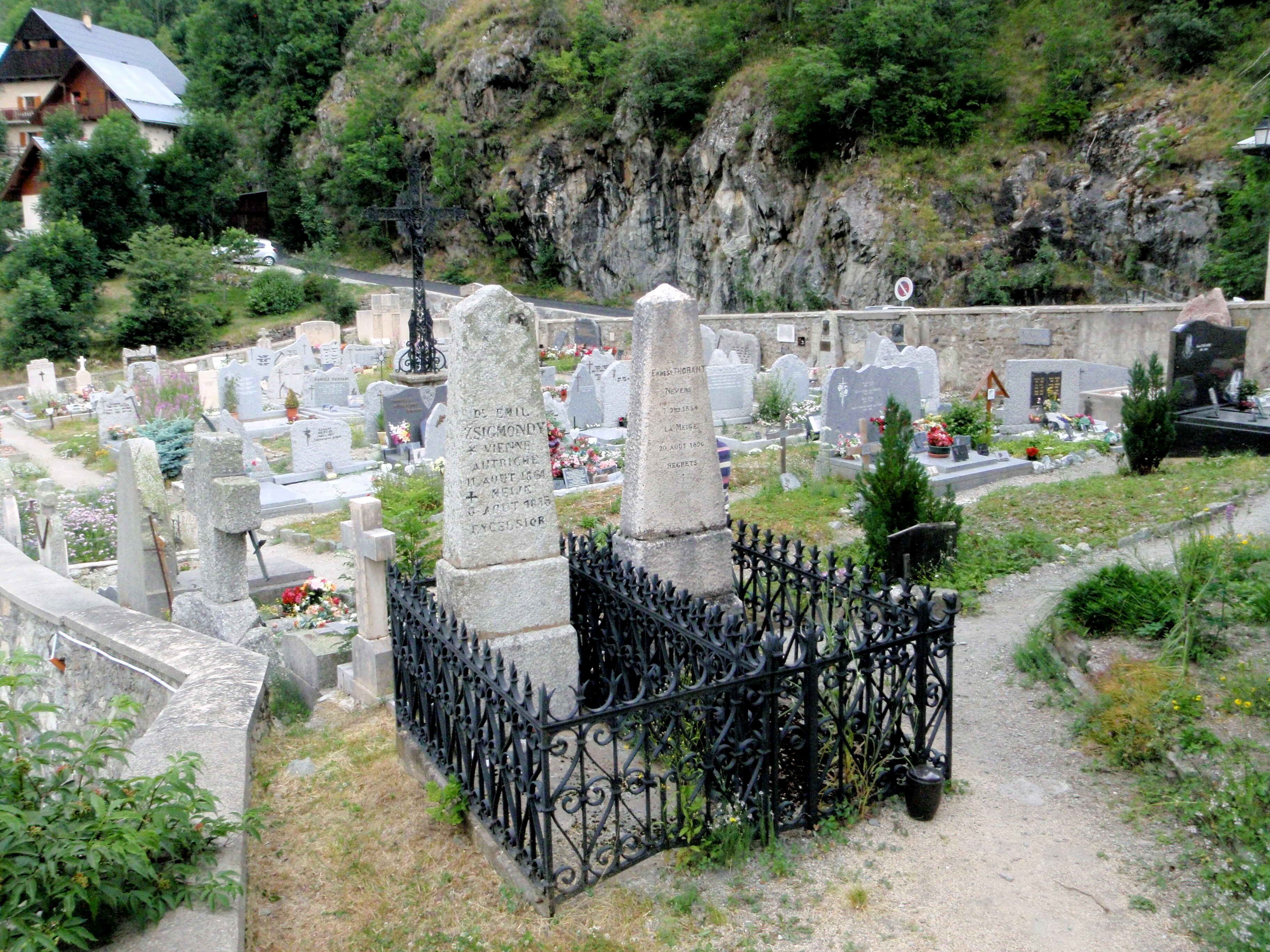
Dans le cimetière, les tombes d'Emil Zsigmondy (AT) et Ernest Thorant (FR), deux alpinistes renommés morts sur la Meije (3983 m) à la fin du XIXe siècle.

- Pierre Gaspard (1834-1915), dit Gaspard de la Meije, guide de montagne.
- Emil Zsigmondy (1861-1885), autrichien d'origine hongroise, et Ernest Thorant (1854-1896), français, deux alpinistes renommés morts sur la Meije (3 983 m) à la fin du XIXe siècle et dont les tombes sont dans le cimetière de la commune.
- Jacques Herbrand (1908-1931), mathématicien et logicien, meurt dans un accident de montagne à La Bérarde le 27 juillet 1931 ; une plaque commémorative est posée par la Société mathématique de France dans la chapelle La Bérarde en 2008[25].

### Héraldique
|  | Saint-Christophe-en-Oisans possède des armoiries dont l'origine et le blasonnement exact ne sont pas disponibles. |